# Artemivka, Vasîlkivka
Artemivka (în ucraineană Артемівка) este un sat în comuna Mîkolaiivka din raionul Vasîlkivka, regiunea Dnipropetrovsk, Ucraina.

## Demografie
Componența lingvistică a localității Artemivka
     Ucraineană (96,45%)
     Bulgară (1,52%)
     Rusă (1,52%)
Conform recensământului din 2001, majoritatea populației localității Artemivka era vorbitoare de ucraineană (96,45%), existând în minoritate și vorbitori de rusă (1,52%) și bulgară (1,52%).